# Gianfranco Monaldi
Gianfranco Monaldi, también conocido como Franco Monaldi (Milán, Italia; 5 de octubre de 1930-Urbino, Italia; 9 de febrero de 2007) fue un compositor, arreglista y director de orquesta italiano.

## Biografía
Monaldi se especializó en música cinematográfica durante la segunda mitad de los años sesenta, incluyendo las bandas sonoras de Lisa dagli occhi blu y Nessuno mi può giudicare. En aquella época, también solía a acompañar a cantantes del Festival de la Canción de San Remo con su orquesta.
En 1967, publicó un LP con versiones instrumentales de canciones de Vittorio Mascheroni.
Monaldi colaboró con numerosos artistas como Caterina Caselli, Gigliola Cinquetti, Marcella Bella, Francesco Guccini, Pierangelo Bertoli y Umberto Tozzi, a veces como compositor y otras como arreglista.
Como director de orquesta, ha participado dos veces en el Festival de la Canción de Eurovisión, acompañando en ambas ocasiones a Gigliola Cinquetti. La primera fue en 1964, con la canción «Non ho l'età», que se declaró ganadora de esa edición. La siguiente fue diez años más tarde en 1974 con la canción «Sì», que quedó en segundo lugar, solo por debajo del grupo sueco ABBA.
También contribuyó sustancialmente la banda Pooh con arreglos de rock progresivo, apoyándolos con una gran orquesta de cuerda y viento, creando arreglos muy elaborados y con acompañamientos elegantes. En esa misma época, escribió arreglos para el grupo i Camaleonti. Siguió colaborando con Pooh hasta que en 1985 decidió retirarse.

## Discografía parcial
- (1967) «Mezz'ora con Mascheroni»